# V733 Андромеды
V733 Андромеды (лат. V733 Andromedae) — двойная затменная переменная звезда типа W Большой Медведицы (EW) в созвездии Андромеды на расстоянии приблизительно 3194 световых лет (около 979 парсеков) от Солнца. Видимая звёздная величина звезды — от +13,58m до +13,18m. Орбитальный период — около 0,4062 суток (9,7487 часов).

## Характеристики
Первый компонент — жёлтая звезда спектрального класса G-F. Радиус — около 1,7 солнечного, светимость — около 3,128 солнечных. Эффективная температура — около 5883 K.
Второй компонент — жёлтая звезда спектрального класса G-F.